# Jenaveve Jolie
Jenaveve Jolie (San Luis Obispo, 4 giugno 1984) è un'ex attrice pornografica statunitense, nota anche come Jenaveve Joli o Jenevieve.

## Biografia
Dopo aver lavorato come cameriera in un ristorante, lavorò come spogliarellista in un club, fintanto che fu presentata a Jim South, presidente della compagnia World Modelling, che stava provando attrici e modelle per l'industria pornografica di Los Angeles. Senza essere a conoscenza di cosa si occupava la compagnia in realtà, chiese una prova e fu accettata.
Iniziò la sua carriera di attrice pornografica nel 2004, inizialmente girando scene lesbiche o con il marito, anch'esso attore pornografico, Kris Knight. Nel 2006 raggiunge la piena notorietà con la candidatura agli AVN Awards, candidatura che si ripeterà anche nei seguenti quattro anni.

## Riconoscimenti
- 2006 AVN Award nominee – Best New Starlet[3]
- 2007 AVN Award nominee – Best All-Girl Sex Scene, Video – Girlvana 2[4]
- 2008 AVN Award nominee – Best Tease Performance – Control 5[5]
- 2009 AVN Award nominee – Best All-Girl 3-Way Sex Scene – Chop Shop Chicas
- 2010 AVN Award nominee – Best All-Girl Group Sex Scene – Babes Illustrated 18[6]
- 2010 AVN Award nominee – Best Tease Performance – Internal Cumbustion 14[6]

## Filmografia
- 18 and Full of Sin (2004)
- 3 Somes (2004)
- Babes Illustrated 14 (2004)
- Baby Come Back (2004)
- Baby Doll First Timers (2004)
- Body Shock (2004)
- By Invitation Only (2004)
- Chicks and Salsa 1 (2004)
- Contract Star (2004)
- Control 2 (2004)
- Couples Cream Pie (2004)
- Cowgirl Dreams (2004)
- Flawless 2 (2004)
- Forgetting The Girl (2004)
- Goin Deep 3 (2004)
- Hand Job Hunnies 7 (2004)
- Jack's Teen America 1 (2004)
- Jenaveve Jolie (2004)
- Just T and Just A (2004)
- Latina Fever 5 (2004)
- Lil' Latinas 3 (2004)
- Loose Morals: In the Streets (2004)
- Mad Skillz (2004)
- Malibu's Most Latin 1 (2004)
- Maximum Thrust 4 (2004)
- More Dirty Debutantes 278 (2004)
- Mystified 3: The Sorceress (2004)
- No Man's Land Latin Edition 5 (2004)
- North Pole 48 (2004)
- Nurse Naughty Girl (2004)
- Perfect Ten (2004)
- Pool Shark (2004)
- Popstar (2004)
- Pussy Foot'n 10 (2004)
- Pussy Foot'n 11 (2004)
- Pussyman's Decadent Divas 25 (2004)
- Real Sex Magazine 61 (2004)
- Sizzling Hot Tamales 1 (2004)
- Tasty Teens (2004)
- Tits Ahoy 1 (2004)
- Valley Girls 2 (2004)
- Virgin Surgeon 3 (2004)
- Welcome to the Valley 4 (2004)
- Young Girls' Fantasies 8 (2004)
- Young Latin Girls 11 (2004)
- 12 Nasty Girls Masturbating 2 (2005)
- 2 Fast for Love (2005)
- 20 Pages and Hot Chicks (2005)
- About Face 2 (2005)
- Big Mouthfuls 7 (2005)
- Blow Me 2 (2005)
- Blow Me Sandwich 7 (2005)
- Bodies in Motion (2005)
- Busty Latin Bombshells (2005)
- Caliente (2005)
- Camera Girl's POV (2005)
- Cherry Bustin' 3 (2005)
- Chicas Calientes (2005)
- Chloroformed Without Clothes (2005)
- Chulitas Frescas (2005)
- Coed Cock Hunt 1 (2005)
- Corrupted (2005)
- Cum Catchers 2 (2005)
- Cumstains 6 (2005)
- Dark Desires (2005)
- Double Decker Sandwich 6 (2005)
- Drink His Cum From My Pussy (2005)
- Ethnic City (2005)
- Exotically Erotic (2005)
- Fem Sonata (2005)
- Gagged and Bound Nudes (2005)
- Girly Thoughts 2 (2005)
- High Heeled House Calls (2005)
- HotSex.com (2005)
- I Love 'em Latin 2 (2005)
- In Your Face 1 (2005)
- Internal Revenues (2005)
- Jack's Playground 22 (2005)
- Jack's Playground 23 (2005)
- Jack's Playground 30 (2005)
- Jack's Teen America 12 (2005)
- Latin Adultery 1 (2005)
- Latin Ass Factor 1 (2005)
- Latina Cum Queens 1 (2005)
- Lick Between the Lines 1 (2005)
- Lusting for Latinas (2005)
- Lusty Latinas (2005)
- Man's Best Friend (2005)
- Many Shades of Mayhem 2 (2005)
- Meet The Fuckers 1 (2005)
- Mr. Pete Is Unleashed 4 (2005)
- My Hero (2005)
- Outcall Confessions 2 (2005)
- Perfect Pairs (2005)
- Pirates (2005)
- Pleasure 2 (2005)
- Porking With Pride 3 (2005)
- Porn Fidelity 2 (2005)
- Porn Star Station 4 (2005)
- Posh Kitten (2005)
- Rock Hard 2 (2005)
- Rub My Muff 4 (2005)
- She's Got Mad Skillz (2005)
- Sinfully Sexy (2005)
- Sold (2005)
- Spring Chickens 14 (2005)
- Spunk'd (2005)
- Spunk'd 2 (2005)
- Squirting 101 9 (2005)
- Stick Your Ass Up (2005)
- Strap-On Divas (2005)
- Strap-On Toyz (2005)
- Stripper School Orgy (2005)
- Sweet Cream Pies 1 (2005)
- Teen Handjobs 1 (2005)
- Three's Cumpany (2005)
- Tight and Round (2005)
- Tiny Chicks Sure Can Fuck 1 (2005)
- Up in the Club: Las Vegas (2005)
- Watch Me Cum 1 (2005)
- Wet Dreams Cum True 4 (2005)
- Wet Dreamz 2 (2005)
- Whores Don't Wear Panties 2 (2005)
- Women On Top Of Men 1 (2005)
- Young Harlots: In London (2005)
- 18 Legal And Latin 3 (2006)
- 2 on 1 23 (2006)
- 2wice As Nice (2006)
- Afterhours: Eva Lopez (2006)
- Are You a Buttman (2006)
- Ass Parade 6 (2006)
- Ball Honeys 4 (2006)
- Bang My Bride (2006)
- Big Sausage Pizza 8 (2006)
- Big Titty Woman 3 (2006)
- Blow Me 6 (2006)
- Blown Away 1: Asian vs. Latin (2006)
- Bodies in Heat (2006)
- Britney Rears 2: I Wanna Get Laid (2006)
- Chasey's Lipstick Lesbians (2006)
- Chol Ho's 2 (2006)
- Clique (2006)
- Control 3 (2006)
- Cum Beggars 4 (2006)
- Cum on My Latin Tongue 2 (2006)
- Cumstains 7 (2006)
- Decades (2006)
- Double D Babes 1 (2006)
- Elite 1 (2006)
- Face Invaders 1 (2006)
- Frank Wank POV 7 (2006)
- Fuck (2006)
- Fuck Fest: South Beach Style (2006)
- Full Service 3 (2006)
- Gag on This 9 (2006)
- Ghouls Gone Wild (2006)
- Girlvana 2 (2006)
- Grudge Fuck 7 (2006)
- Gunned Down (2006)
- Hand to Mouth 3 (2006)
- Head Case 1 (2006)
- Heidi Spice 2 (2006)
- Hot Sauce 2 (2006)
- House Sitter (2006)
- Housewife Bangers 5 (2006)
- I Lost My Cock In Hillary Scott (2006)
- Insexts (2006)
- Jenaveve Jolie's Stocking Tease (2006)
- Latin Adultery 3 (2006)
- Latin Hellcats 2 (2006)
- Latin Obsession 2 (2006)
- Latin Sinsations (2006)
- Latina Crack Attack (2006)
- Lesbian Training 5 (2006)
- Lewd Conduct 26 (2006)
- Lip Lock My Cock 1 (2006)
- Lippstixxx And Dippstixxx (2006)
- Little Miss Innocence (2006)
- Lord of the Squirt 2 (2006)
- Meet the Twins 1 (2006)
- Mobster's Ball 1 (2006)
- Muff 2 (2006)
- My Evil Twin (2006)
- Nantucket Housewives (2006)
- Neighbor Affair 2 (2006)
- No Man's Land Latin Edition 8 (2006)
- Off The Rack 5 (2006)
- Open Set (2006)
- Perverted POV 10 (2006)
- Peter North's POV 11 (2006)
- Plan Will Work If She's Bound and Gagged (2006)
- Pole Position POV 2 (2006)
- Ronnie James POV Pussy (2006)
- Rub My Muff 8 (2006)
- Sex Objects (2006)
- Sex On The Beach (2006)
- Share the Load 4 (2006)
- Sick Girls Need Sick Boys 2 (2006)
- Slumber Party Confessions (2006)
- Soloerotica 7 (2006)
- Soul Mate Sex Stories (2006)
- Squirting Nurses (2006)
- Strangers When We Meet (2006)
- Swallow Myne (2006)
- Teen Fetish 2 (2006)
- Tight Latin Ho's (2006)
- Tits Ahoy 3 (2006)
- Tug Jobs 7 (2006)
- Vulvapalooza (2006)
- Women Seeking Women 29 (2006)
- Young Tight Latinas 11 (2006)
- Your Ass is Mine 2 (2006)
- 18 Legal And Latin 5 (2007)
- 2 Hot 2 Handle (2007)
- 3 Blowin Me 1 (2007)
- A Capella (2007)
- Addicted to Niko (2007)
- All Alone 1 (2007)
- Around The World In Seven Days (2007)
- Ass Parade 11 (2007)
- Big City Nights (2007)
- Blow Me 12 (2007)
- Bondage Is Bad for Business (2007)
- Brat School (2007)
- Cheatin' Chicas (2007)
- Chin Knockers 3 (2007)
- Chulas (2007)
- Climactic Tales (2007)
- Cocktail Hour (2007)
- Control 5 (2007)
- Creamery (2007)
- Crescendo 2012 (2007)
- Cum Drinkers 3 (2007)
- Dark Side of Marco Banderas 2 (2007)
- Domination (2007)
- Double Up (2007)
- Erotic Femdom Fantasies 2 (2007)
- Facade (2007)
- Finger Fun 2 (2007)
- Flesh Hunter 10 (2007)
- Go Fuck Myself 1 (2007)
- Houseboat (2007)
- Housewife 1 on 1 7 (2007)
- Hustler Hardcore Vault 7 (2007)
- It's Too Big 1 (2007)
- Jenna Goes Solo (2007)
- Just Between Us (2007)
- Latin Mayhem (2007)
- Latina Flavor 2 (2007)
- Lesbians Gone Wild (2007)
- Mouth 2 Mouth 9 (2007)
- Muy Caliente 2 (2007)
- My Sister's Hot Friend 7 (2007)
- My Space 1 (2007)
- Nina Hartley's Guide to Stripping for Your Partner (2007)
- Pantyhose Whores 1 (2007)
- Potty Mouth (2007)
- Predator 1 (2007)
- Punk Rock Pussy (2007)
- Pussy Foot'n 20 (2007)
- Pussy Lickin Lesbians (2007)
- Pussy Meltdown (2007)
- Ruthless Restraint for Costume Captives (2007)
- Screw My Husband Please 7 (2007)
- Sexual Sensations (2007)
- Share My Cock 7 (2007)
- Starlet Hardcore 1 (2007)
- Super Shots: Ass Fuckers 3 (2007)
- Tag Team Tryouts (2007)
- Too Hot to Handle (2007)
- V Word (2007)
- World Cups (2007)
- Young Latin Ass 3 (2007)
- All Holes No Poles 3 (2008)
- Anally Yours... Love, Jada Fire (2008)
- Babes Illustrated 18 (2008)
- Big Rack Attack 5 (2008)
- Big Tits at School 4 (2008)
- Big Tits at Work 4 (2008)
- Big Tits Boss 3 (2008)
- Blow Job Babes from the 310 2 (2008)
- Blowjob Ninjas 4 (2008)
- Border Patrol (2008)
- Bound (2008)
- Brea vs. Roxy (2008)
- Busted 2 (2008)
- Chica Freaks (2008)
- Chop Shop Chicas (2008)
- Cream Pie Cafe (2008)
- Cum Buckets 8 (2008)
- Cum On In 5 (2008)
- Curvy Girls 1 (2008)
- Curvy Girls 2 (2008)
- Dating 101 (2008)
- Fallen (2008)
- Gag Me Then Fuck Me 4 (2008)
- Girl And Her Toys (2008)
- Girlicious (2008)
- Girls Will Be Girls 4 (2008)
- Hillary Scott's Dirty Brazilian Vacation (2008)
- Internal Cumbustion 14 (2008)
- Internal Injections 4 (2008)
- It's a Secretary Thing 1 (2008)
- Latin Adultery 6 (2008)
- Meds in Bed (2008)
- Mr. Big Dicks Hot Chicks 3 (2008)
- Muy Caliente 5 (2008)
- My Evil Sluts 3 (2008)
- Naughty Athletics 4 (2008)
- Naughty Athletics 5 (2008)
- Need For Seed 3 (2008)
- Orgy In The 310 (2008)
- Pass It On (2008)
- Pornstars Like It Big 4 (2008)
- Run for the Border 4 (2008)
- Sexy Bitch (2008)
- Simple Fucks 3 (2008)
- Some Like It Hard 2 (2008)
- Strap-On Sally 23 (2008)
- Swap Meat (2008)
- Tease Before The Please 3 (2008)
- Teen Sinsation (2008)
- Ten Ton Tits 1 (2008)
- Tennis Ballin' RXF (2008)
- Tug Jobs 14 (2008)
- Blown Away 1 (2009)
- Bouncy (2009)
- Can He Score 1 (2009)
- Cock Tease 2 (2009)
- Cover Girls Wrapped in Plastic (2009)
- Cumstains 10 (2009)
- Cyber Sluts 9 (2009)
- Doctor Adventures.com 4 (2009)
- Doll House 5 (2009)
- Everybody Loves Lucy (2009)
- Femdom Ass Worship 2 (2009)
- Games of Love (2009)
- Glamour Girls 1 (2009)
- Hedonistic Lust (2009)
- I Have a Wife 5 (2009)
- Intimate Touch 2 (2009)
- Just Tease 1 (2009)
- Latinistas 1 (2009)
- Lex Steele XXX 12: All Latin Edition (2009)
- My Dirty Angels 16 (2009)
- Perverted POV 11 (2009)
- Queens of Pee (2009)
- Real Wife Stories 3 (2009)
- Reinvented (2009)
- Risque Moments (2009)
- Self Service 1 (2009)
- Sport Fucking 5 (2009)
- Sticky Sweet 2 (2009)
- Swimsuit Calendar Girls 3 (2009)
- Tape Bound 6 (2009)
- Tori's Dream: Gia's Nightmare (2009)
- Twilight Of Virginity (2009)
- Young Latin Ass Allstars (2009)
- America's Next Top Body (2010)
- Baby Got Boobs 4 (2010)
- Bad Girls 3 (2010)
- Busty Ones (2010)
- CosWorld 2 (2010)
- Dangerous Curves (2010)
- For Her Tongue Only (2010)
- Girl Trouble (2010)
- Jenaveve vs. Miko: Bondage Rivalry (2010)
- King Dong 4 (2010)
- Latina Extreme (2010)
- Phuck Girl 5 (2010)
- Pornstars Like It Big 10 (2010)
- Salsa Super Sluts 5 (2010)
- Self Service Sex 1 (2010)
- She's Ticklish Everywhere (2010)
- Tales From The Gloryhole (2010)
- Top Heavy Homewreckers (2010)
- Tunnel Butts 4 (2010)
- Victoria's Dirty Secret (2010)
- All Dongs Go To Heaven (2011)
- Ass Parade 30 (2011)
- Best of Facesitting 12 (2011)
- Big Tits at School 12 (2011)
- Big Tits in Sports 8 (2011)
- Big Tits in Uniform 4 (2011)
- Club Lil Jon (2011)
- Lex The Impaler 6 (2011)
- Oiled Up 1 (2011)
- Riley Steele: Lights Out (2011)
- Sweet Tits (2011)
- Bad Ass Barrio Babes (2012)
- Barrio Bitches (2012)
- Doctor Adventures.com 12 (2012)
- Filthy Interracial (2012)
- Fuck Me Black 2 (2012)
- Internal Obsessions 2 (2012)
- Lesbian Fantasies 5 (2012)
- Social Network Sluts 2 (2012)
- 25 Sexiest Latin Porn Stars Ever (2013)
- Baby Got Boobs 11 (2013)
- MILF Lesbian Orgy (2013)
- We're Young and Love to Lick Pussy (2013)